# Michail Iwanowitsch Trepaschkin
Michail Iwanowitsch Trepaschkin (russisch Михаил Иванович Трепашкин, wiss. Transliteration Michail Ivanovič Trepaškin; * 7. April 1957) ist ein Moskauer Rechtsanwalt und war bis 1997 Oberst des russischen Inlandsgeheimdienstes KGB und dessen Nachfolger FSB.

## Leben
Michail Trepaschkin war auf Einladung des russischen Politikers Sergei Adamowitsch Kowaljow Berater einer unabhängigen Untersuchungskommission, die unter anderem Berichte prüfte über eine Verwicklung des FSB in die Sprengstoffanschläge auf Moskauer Wohnhäuser und in Wolgodonsk im Jahr 1999, die nach offizieller Darstellung tschetschenische Rebellen verübt haben sollten. Trepaschkin war außerdem Anwalt von als Urheber der Anschläge verdächtigten Angehörigen kaukasischer Minderheiten, die zu Gefängnisstrafen verurteilt wurden. Seit Mitte 2002 war er Anwalt der Familie eines der Anschlagsopfer.
Im Oktober 2003 wurde er festgenommen und im Mai 2004 in einem Verfahren vor einem russischen Militärgericht, das nach Ansicht von Amnesty International (AI) und anderen Menschenrechtsgruppen nicht den internationalen Standards für faire Verfahren entsprach, schuldig gesprochen und zu vier Jahren Haft in der Strafkolonie IK-13 bei Nischni Tagil im Ural verurteilt. Er soll Staatsgeheimnisse an Großbritannien verraten und rechtswidrig Munition besessen haben. AI „befürchtet, dass seine Strafverfolgung dazu dienen sollte, seine weiteren Recherchen als Anwalt im Zusammenhang mit den Sprengstoffanschlägen zu unterbinden“. Trepaschkin sollte eine Woche nach seiner Verhaftung die Familie eines bei den Bombenattentaten Getöteten vor Gericht vertreten.
Am 30. August 2005 wurde Trepaschkin auf Bewährung entlassen. Nachdem er seine Absicht bekundete, die Untersuchungen wieder aufzunehmen, wurde er am 18. September 2005 ohne Gerichtsbeschluss erneut verhaftet und verblieb bis 30. November 2007 in Haft.
Nach Angaben von AI erhält er nicht die zur Behandlung einer chronischen Asthma-Erkrankung erforderliche medizinische Versorgung und wird unter Druck gesetzt, Beschwerden zurückzuziehen. Laut AI hat er eigentlich gemäß einem Regierungserlass vom Februar 2004 Anspruch auf Haftverschonung.
Nach Angaben von Andrei Nekrassow, einem Freund des ermordeten Ex-KGB/FSB Offiziers und Putin-Kritikers Alexander Litwinenko, hat Litwinenko sich noch im Krankenhaus kurz vor seinem Tod bei ihm nach Michail Trepaschkins Gesundheitszustand erkundigt. Nach Angaben der britischen Zeitung The Times hat zudem Litwinenkos Freund Alex Goldfarb an Scotland Yard Briefe Trepaschkins übergeben, aus denen hervorgehe, dass Litwinenko und weitere Personen das Ziel eines geheimen Kommandos waren. In einem der beiden Briefe mit Datum 20. November 2006 warne Trepaschkin Litwinenko, dass er und seine Familie in Gefahr seien (drei Tage später starb Litwinenko). Den anderen Brief habe Goldfarb zwei Tage nach Litwinenkos Tod erhalten. Trepaschkin habe sich darin als Quelle für die in dieser Sache geplanten Ermittlungen von Scotland Yard in Russland angeboten. In den Briefen sage Trepaschkin, er sei aufgefordert worden, sich an dem Komplott gegen Litwinenko zu beteiligen. Er habe das aber abgelehnt. Laut der britischen Wochenzeitung Sunday Telegraph vom 10. Dezember 2006 hat Trepaschkin darin einen ranghohen FSB-Mitarbeiter als Schlüsselfigur im Mordfall Alexander Litwinenko genannt. Es handele sich um einen der vier Ex-FSB-Mitarbeiter, die zusammen mit Litwinenko 1998 auf einer Pressekonferenz in Moskau behaupteten, sie hätten von der FSB-Führung einen Befehl zur Ermordung von Boris Beresowski bekommen.
Die russischen Behörden lehnen Trepaschkins Befragung bisher jedoch ab, er hatte die russischen Behörden des Staatsterrorismus bezichtigt.
Im Jahr 2010 war er Mitunterzeichner des Manifests Putin muss gehen.